# Улица Гран Виа, Мадрид
Улица Гран Виа („Велики пут“) је урбана улица у централном Мадриду, Шпанија. Води од Calle de Alcalá (Улица Алкала), близу трга Plaza de Cibeles, до Plaza de España (Шпански трг). Улица, која се понекад назива и „шпански Бродвеј“, једно је од најважнијих градских трговачких подручја, са великим бројем хотела и биоскопа-позоришта; међутим, од краја 2000-их, многа од ових позоришта заменили су тржни центри.
Гран Виа служи као излог архитектуре препорода са почетка 20. века, са архитектонским стиловима који укључују стил Бечке сецесије, Плетерски стил, Нео-маварски стил, Арт Деко, између осталих.

## Историја

### Почетак
Средином 19. века мадридски урбанисти одлучили су да треба створити нову саобраћајницу која повезује Улицу Алкала са Шпанским тргом - слично Хаусмановој обнови Париза. Пројекат је захтевао рушење многих зграда у центру града, чиме је пројекат добио име „ударац секиром на мапу“. Деценијама након што су откривени први планови, радови и градња су каснили због чега су медији исмевали пројекат, цинично га називајући „Гран Виа“ или „Велики пут“. Коначно је 1904. године одобрен, а градња започета 1910. године. Последњи део улице завршен је 1929. Крајем марта 2018. године, градско веће Мадрида започело је формирање пешачке траке у сваком смеру у плану да се продуже тротоари и преуреде неки тргови око улице. То је било повезано са увођењем зоне Мадрид Централ, приоритетног подручја становања, касније 2018. године.

### Имена
Гран Виа у Мадриду имала је многа историјска имена, како званична, тако и незванична. Концепција је пут поделила на три дела. Први је изграђен између 1910. и 1917. године и звао се Calle del Conde de Peñalver („Улица грофа од Пеналвера“). Други део пројекта започет је 1917. године, а завршен 1921. године. Назван је Calle de Pi y Margall по преминулом политичару. Изградња трећег и последњег дела пута започела је тек 1925. године и названа је Calle Eduardo Dato („Улица Едуарда Датоа“) по имену другог политичара.
Три месеца пре почетка шпанског грађанског рата, Друга шпанска република променила је нека имена улица под левичарским утицајем. Два прва дела авеније звала су се Avenida de la C.N.T. Када је започео грађански рат, авенија је преименована у Avenida de Rusia ("Авенија Русије") због подршке ове државе Шпанској републици, али ускоро ће њено име бити промењено у Avenida de la Unión Soviética ("Авенија Совјетског Савеза"). Међутим, авенија је популарно добила надимак Avenida de los obuses („авенија хаубица“) због континуалних бомбардовања од стране националистичких снага лојалних Франсиску Франку. Разлог за ове нападе на овом подручју био је тај што се „Edificio de Telefónica“ (шпанска телефонска компанија) налази у овој улици, и због своје висине служила је авијацији као референтна тачка током гранатирања.
Непосредно по завршетку рата када су побуњеници ушли у Мадрид, пут су преименовали у Avenida de José Antonio („Авенија Хосе Антонио“) по једној од њихових највећих политичких личности, оснивачу фашистичке странке, Фаланге. Тек ће 1981. године, у време шпанске демократије, када је социјалистички градоначелник обновио имена 27 улица, авенија једноставно бити названа Гран Виа („Велики пут“).

## Значајне грађевине
Нови пут створио је могућности за архитекте, који су имали прилику да направе велике зграде у најновијим архитектонским стиловима. Прва упечатљива зграда која  је међу најпознатијима је зграда Edificio Metrópolis или Метрополис. Изградили су је између 1907. и 1911. године отац и син архитекте Жил и Рејмонд Феврије. Оригинална статуа компаније замењена је 1975. статуом крилате богиње Викторије.
Нешто даље дуж Гран Виа, са леве стране, налази се још један оријентир, Edificio Grassy, још једна угаона зграда са малим торњем, изграђена 1917. године. Одавде је видљив торањ зграде Телефонике, првог европског небодера; изграђена је између 1926. и 1929. године за шпанску телекомуникациону компанију. 88 метара висока  зграда је била највиша у Мадриду, а пројектовао ју је Американац Луис С. Викс.

## Тргови
Даље према Шпанском тргу, Гран Виа пресеца мали трг, Plaza del Callao, назван по бици код Калаоа. Овај трг је срце кинематографског Мадрида, са око шест биоскопа. Један од њих, Капитол, налази се у прелепој згради у стилу Арт Деко. Међутим, нове промене у правилима градње омогућиле су реформу позоришта у уносније тржне центре.
Последњи део улице Гран Виа, изграђен између 1925. и 1929. године, води до Шпанског трга, великог трга којим доминирају два небодера изграђена педесетих година, симетрични Edificio Grassy и Torre de Madrid (Мадридски торањ). Овде Гран Виа постаје Calle de la Princesa, водећи ка северу до Arco de la Victoria.

## У медијима
- Ла Гран Виа (1886) је сатирична оперета у којој се  улице Мадрида у људском облику жале како ће град изгубити њиховим уништењем и заменом новим пројектом.[2]
- У сцени научно-фантастичног/хорор филма из 1995. Дан звери, Сантијаго Сегура виси изнад Гран Вие са култне неонске рекламе за Швепс.[3]
- У уводној сцени филма „Отвори очи “ Алехандра Аменабара из 1997. године чувен је шокантан поглед на Гран Виа потпуно празну од возила и људи. Ово је снимљено рано ујутро током викенда у августу 1996. године, а улица је морала бити повремено затварена за саобраћај током шест сати да би се то постигло.[4] Овај снимак је касније искоришћен за амерички римејк, Небо боје ваниле, на Тајмс Скверу у Њујорку.
- Гран Виа је такође наслов албума Мата Бјанца из 1995.
- Сунце се поново рађа Ернеста Хемингвеја завршава се у таксију на Гран Виа.
- На крају романа Жоржа Коншона из 1959. године "La Corrida de la victoire" главни јунак - бивши војник Шпанске републике, који је побегао из Шпаније након Франкове победе - донкихотовским и пркосним гестом  шета последњи пут улицом Гран Виа у августу 1939. године, под великим ризиком за свој живот, јер су у то време заробљени републиканци често били стрељани.